# Joseph Buxbaum
Joseph D. Buxbaum es un neurocientífico molecular y celular estadounidense, investigador del autismo y director del Centro de Autismo Seaver de la Escuela de Medicina Icahn en Monte Sinaí.

## Biografía
Recibió su licenciatura en Matemáticas y Biología del Touro College en 1980. En 1983, recibió su maestría en Neurobiología en el Instituto Weizmann de Ciencias en Israel, donde también recibió su doctorado en Neurobiología en 1988 con Yadin Dudai. Completó una beca postdoctoral en Neurociencia Molecular y Celular en la Universidad Rockefeller en 1991 en el grupo de Paul Greengard.
Es también, junto con Simon Baron-Cohen, coeditor de la revista Molecular Autism de BioMed Central, y es miembro del consejo asesor científico de la Autism Science Foundation. Es profesor de Psiquiatría, Neurociencia y Genética y Ciencias Genómicas. También es vicepresidente de Investigación y Tutoría en el Departamento de Psiquiatría de la Escuela de Medicina Icahn en Monte Sinaí.

## Investigación
Su investigación se centra en el uso de métodos genéticos y funcionales para identificar y caracterizar genes y vías implicadas en el autismo, la esquizofrenia y la enfermedad de Alzheimer. Su investigación se centra en la variación genética común y rara en los trastornos neuropsiquiátricos y ha sido uno de los primeros líderes en variación genética rara en psiquiatría. Con la llegada de la secuenciación masiva paralela, este enfoque en variaciones raras está proporcionando ahora conocimientos profundos sobre muchos trastornos neuropsiquiátricos.
En la enfermedad de Alzheimer, ha realizado varios análisis biológicos celulares y basados en pacientes de APP y A-beta y él y su grupo continúan realizando análisis genéticos y funcionales en la enfermedad de Alzheimer.
En la esquizofrenia, el junto a sus colegas fueron pioneros en la investigación molecular temprana sobre anomalías de la sustancia blanca y los oligodendrocitos, y continúan examinando los cambios moleculares en este trastorno utilizando grandes cohortes cerebrales y modelos animales.
Su investigación sobre el autismo ha demostrado que el riesgo genético incluye variaciones raras y comunes, así como variaciones de novo y heredadas. Es el fundador y co-investigador principal del Autism Sequencing Consortium (ASC), un grupo internacional de científicos que comparten muestras, datos e ideas sobre el autismo para acelerar la comprensión de las causas y tratamientos del autismo.
De igual forma su investigación también se extiende a modelos celulares y animales. Su grupo cuenta con un extenso laboratorio de genómica funcional que utiliza dos híbridos de levadura, células cultivadas y modelos de roedores y otros animales en trastornos neuropsiquiátricos. Los estudios funcionales en su laboratorio han llevado al descubrimiento de vías en el autismo, la esquizofrenia y la enfermedad de Alzheimer, a más de una docena de modelos animales, y a un ensayo clínico que muestra eficacia preliminar en pacientes con una mutación SHANK3.
Ha publicado más de 250 artículos revisados por pares que han obtenido más de 30.000 citas, y 216 artículos tienen 10 o más citas.

## Premios y honores
Ha recibido numerosos premios por su investigación. Es miembro del Colegio Americano de Neuropsicofarmacología (ACNP) y recibió sus premios de investigación básica y clínica (el Premio Daniel E. Efron, por sus "destacadas contribuciones a la investigación básica en neuropsicofarmacología" en 2005 y el Premio Internacional Joel Elkes, "en reconocimiento de una destacada contribución clínica a la neuropsicofarmacología" en 2010). En 2008 recibió el reconocimiento de la Fundación Eden Institute por su "compromiso y dedicación para mejorar la calidad de vida de las personas con autismo". En 2010, recibió el premio Richard D. Todd Memorial de la Sociedad Internacional de Genética Psiquiátrica por su "destacada contribución a la genética de la psiquiatría infantil". Ha sido reconocido por el NYU Child Study Center (2004), el UC Davis/MIND Institute (2011) y Autism Spectrum News (2014 Leadership Award) por su trabajo sobre las causas y el tratamiento del TEA. Recibió premios departamentales y escolares de Touro College por su licenciatura, el Premio Wolf y el reconocimiento del gobierno israelí por su doctorado, el Premio del Director James A. Shannon del NIH cuando comenzó como miembro independiente de la facultad, y el Premio del Decano a la Excelencia en Ciencia Traslacional del Monte Sinaí. En 2015, fue elegido miembro de la Academia Nacional de Medicina, anteriormente Instituto de Medicina.